# Daniel Kosakowski
Daniel Kosakowski (* 21. Februar 1992 in Huntington Park) ist ein US-amerikanischer Tennisspieler.

## Karriere
Kosakowski war nur bei drei Turnieren der ITF Junior Tour aktiv. Eines davon waren aber 2010 die US Open, wo er das Achtelfinale erreichte, wodurch er Platz 191 im Junior-Ranking erreichte.
Kosakowski studierte 2010 für eine Saison an der UCLA und spielte dort College Tennis, bevor er sein Studium zugunsten einer sofortigen Karriere abbrach.
Kosakowski spielte bei den Profis hauptsächlich auf der ATP Challenger Tour und der ITF Future Tour. Auf Challenger-Ebene konnte er keinen Titel gewinnen, bei Futures gewann er vier Einzel- und einen Doppeltitel. Auf der World Tour qualifizierte er sich erstmals 2011 in Los Angeles für ein Hauptfeld und traf in der ersten Runde auf Tim Smyczek, den er in drei Sätzen schlug. Im Achtelfinale scheiterte er dann jedoch an Ernests Gulbis glatt in zwei Sätzen. Im Jahr 2014 qualifizierte sich Kosakowski ein weiteres Mal für ein Turnier der World Tour, dieses Mal in Indian Wells, verlor dort aber gegen den Mitqualifikanten Dominic Thiem. Zu weiteren Turnieren auf dieser Ebene kam es nicht. Bei der Qualifikation für Wimbledon verlor er in der zweiten Runde gegen Pierre-Hugues Herbert mit 1:6, 3:6. Dies war sein letztes Profimatch. Warum er danach keine Turniere mehr spielte ist nicht bekannt. Man geht davon aus, dass er sich in Wimbledon eine langwierige Verletzung zugezogen hat, die mehrmals operiert werden musste.